# Lego Star Wars: Imperiul dă lovitura
Lego Star Wars: Imperiul dă lovitura (engleză LEGO Star Wars: The Empire Strikes Out) este un film de animație pentru televiziune făcut în CGI, ce se bazează pe franciza Războiul stelelor. Acesta face parte din seria Lego Star Wars. A fost difuzat pe Cartoon Network pe 26 septembrie 2012. A fost mai târziu lansat și pe DVD pe 26 martie 2013.
Premiera în România a filmului a fost pe 27 octombrie 2012 pe Cartoon Network.

## Premisă
Luke Skywalker se îmbarcă într-o misiune pentru a căuta și distruge o bază imperială de pe Naboo. Însă acolo el este fugărit fără încetare de un grup de fete fanatice, care îl cred o celebritate pentru distrugerea sa a Stelei Morții. Între timp Darth Vader formează o rivalitate „între frați” cu Darth Maul, astfel încât acesta va putea dovedi că e cel mai bun lord al Sithului față de Împăratul Palpatine.

## Legături externe
- Lego Star Wars: Imperiul dă lovitura la Internet Movie Database